# Luiz Gabriel Oliveira
Luiz Gabriel do Nascimento Chalot de Oliveira (São Caetano do Sul, 24 de Janeiro de 2001) é um boxeador brasileiro da categoria Peso Pena (até 57kg). É neto do medalhista olímpico Servílio de Oliveira. Seu apelido é Bolinha.  

## Carreira
O atleta competiu na categoria Mosca (até 52kg) na modalidade de boxe dos homens nos Jogos Olímpicos da Juventude 2018 e obteve um grande feito para o esporte brasileiro conquistando a medalha de bronze.
Com a paralisação dos eventos internacionais por conta da pandemia de COVID, Oliveira não conseguiu pontuar no ranking mundial e sua classificação para os Jogos Olímpicos de 2020 foi impossibilitada. Quando as competições retornaram, a IBA, organização mundial do boxe que cuida dos esportes olímpicos, decidiu, poucas semanas antes das pré-olimpíadas continentais para as quais Oliveira estava classificado, que os atletas melhor classificados iriam para Tóquio. Fora de Tóquio, Luiz Oliveira começou a se preparar para Paris 2024. 
No Campeonato Mundial de Boxe da AIBA de 2021, realizado em Belgrado, Sérvia, ele venceu duas lutas, mas nas oitavas de final, perdeu para Jahmal Harvey na categoria peso pena.
No Continental de Boxe das Américas 2022, em Guayaquil, obteve a medalha de ouro no peso pena, derrotando o campeão mundial Jahmal Harvey.
Nos Jogos Sul-Americanos de 2022, realizados em Assunção, no Paraguai, conquistou a medalha de ouro na categoria Peso Pena (57 kg).
No Campeonato Mundial de Boxe da AIBA de 2023 realizado em Tashkent, Uzbequistão, ele venceu sua primeira luta, mas nas oitavas de final, perdeu para Asror Vohidov na categoria Peso Pena. 
Nos Jogos Pan-Americanos de 2023 realizado em Santiago, Chile, conquistou a medalha de bronze na categoria até 57kg.
Garantiu sua vaga nos Jogos Olímpicos de 2024 em março de 2024, no Pré-Olímpico Mundial.